# Kontejnerizace (výpočetní technika)
Kontejnerizace je v softwarovém inženýrství virtualizace na úrovni operačního systému nebo na aplikační úrovni mezi více síťovými prostředky, takže softwarové aplikace mohou běžet v izolovaných uživatelských prostorech nazývaných kontejnery v nějakém cloudovém nebo necloudovém prostředí, bez ohledu na typ nebo dodavatele. Termín „kontejner“ se používá v různých významech, a je důležité zajistit, aby použitá definice souhlasila s chápáním zainteresovaných osob.

## Použití
Každý kontejner je v zásadě plně funkční a přenositelné cloudové nebo necloudové výpočetní prostředí včetně podpůrných aplikací, které je nezávislé na jiných prostředích běžících paralelně. Každý kontejner simuluje určené softwarové aplikace a spouští izolované procesy podle obsažených programů, konfiguračních souborů, knihoven a dalších závislostí. Souhrnně však několik kontejnerů sdílí společné jádro operačního systému.
Po roce 2005 byla technologie kontejnerizace široce převzata cloudovými výpočetními platformami, jako je Amazon Web Services, Microsoft Azure, Google Cloud Platform a IBM Cloud. Kontejnerizaci také rozvíjelo Ministerstvo obrany USA jako metodu rychlejšího vývoje a aktualizace softwaru v poli, jehož první aplikace byla pro stíhací letoun F-22 pro získání vzdušné nadvlády.

## Typy kontejnerů
- Kontejnery na úrovni operačního systému
- Aplikační kontejnery

## Problémy datové bezpečnosti
- Kvůli sdílenému operačnímu systému mohou bezpečnostní hrozby ohrozit celý kontejnerizovaný systém.
- V kontejnerizovaném prostředí bezpečnostní skenery obvykle chrání OS, ale ne aplikační kontejnery, což přidává nežádoucí zranitelnost.

## Správa kontejnerů, orchestrace, clustering
Orchestrace nebo správa kontejnerů se většinou používá pro aplikační kontejnery. K implementacím poskytujícím takové orchestrace patří Kubernetes a Docker swarm.

## Správa kontejnerového clusteru
Kontejnerové clustery vyžadují nástroje na správu. Je třeba mít funkce pro vytváření clusterů, aktualizaci softwaru a jeho opravy, vyrovnávání zátěže mezi existujícími instancemi, škálování pomocí spouštění nebo zastavování instancí, aby se cluster přizpůsobil počtu uživatelů, pro logování činnosti a monitorování vytvářených logů nebo samotných aplikací dotazováním senzorů. K implementacím takového softwaru s otevřeným zdrojovým textem patří OKD a Rancher. Nemálo společností poskytuje správu kontejnerového clusteru jako spravovanou službu, např. společnosti Alibaba, Amazon, Google a Microsoft.